# Чон Чхе Вон
Чон Чхе Вон (кор. 정재원) — південнокорейський ковзаняр,  олімпійський медаліст. 
Срібну олімпійську медаль Чон виборов на Пхьончханській олімпіаді 2018 року  в командній гонці переслідування.

## Зовнішні посилання
- Досьє на speedskatingnews

## Виноски
1. ↑  Olympedia — 2006.
2. ↑  Men's team pursuit results (PDF). Архів оригіналу (PDF) за 21 лютого 2018. Процитовано 7 квітня 2018. [Архівовано 2018-02-21 у Wayback Machine.]